# Metodologías de evaluación de software de código abierto
Varios métodos han sido creados para definir un proceso de valoración para software de código abierto. Algunos se centran en ciertos aspectos como la madurez, la durabilidad y la estrategia de la organización alrededor del propio proyecto de código abierto. Otras metodologías añaden aspectos funcionales al proceso de valoración.

## Metodologías existentes
Hay más de 20 métodos diferentes de evaluación de OSS.
- Modelo de Madurez del código abierto (OSMM) de Capgemini
- Modelo de Madurez del código abierto (OSMM) de Navica[2]
- Modelo de Madurez del código abierto (OSSMM) por Bosque y Guliani[3]
- Metodología de Calificación y Selección de software de Código abierto (QSOS)
- Sistema de clasificación abierto BRR (OpenBRR)
- Índice de Calidad Empresarial abierto (OpenBQR)[4]
- QualiPSo[5]
- Modelo QualiPSo para la confiabilidad del Software de Código abierto (MOSST)[6][7]
- Modelo de confiabilidad para el Software de Código abierto: Cómo evaluar el Software de Código abierto[8]
- QualOSS: Calidad de Código abierto[9]
- Framework o Marco de evaluación para Software de Código abierto[10]
- Un Modelo de Calidad para OSS Selección[11]
- Método de Origen del Atos para Cualificación y selección de Software de Código abierto (QSOS)[12]
- Observatorio para Innovación y transferencia Tecnológica encima software de Código abierto (OITOS)[13]
- Framework o Marco para la evaluación de sistemas críticos de SO (FOCSE)[14]

## Comparación

### Criterios de comparación
Stol y Babar han propuesto un marco de comparación para los métodos de evaluación de OSS. Su framework o marco enumera los criterios en cuatro categorías: criterios relacionados con el contexto en el que se utilizará el método, el usuario del método, el proceso del método, y la evaluación del método (p. ej., su validez y etapa de madurez).
La comparación presentada abajo está basada en los siguientes (conjunto alternativo de) criterios:
- Antigüedad : la fecha de nacimiento de la metodología.
- Autores/Patrocinadores originales: autores de la metodología original y entidad patrocinadora (si hubiese)
- Licencia : Distribución y licencia de uso para la metodología y las valoraciones resultantes
- Modelo de valoración :
  - Niveles de detalle : varios niveles de detalles o granularidad de la evaluación
  - Criterios predefinidos : la metodología proporciona algunos criterios predefinidos
  - Criterios técnicos/funcionales : la metodología permite el uso de criterios específicos de dominio basados en información técnica o características
- Modelo de puntuación :
  - Escala de puntuación por criterio
  - Proceso iterativo : la evaluación se puede realizar y perfeccionar utilizando varios pasos mejorando el nivel de detalles
  - Ponderación de criterios :  es posible aplicar ponderación a los criterios evaluados como parte del modelo de puntuación de la metodología
- Comparación : el proceso de comparación está definido por la metodología

### Gráfico de comparación
| Criterios                         | OSMM Capgemini                                  | OSMM Navica                                                        | QSOS                                                                               | OpenBRR                                                                 | OpenBQR                                                       | Modelo de madurez de código abierto                           |
| --------------------------------- | ----------------------------------------------- | ------------------------------------------------------------------ | ---------------------------------------------------------------------------------- | ----------------------------------------------------------------------- | ------------------------------------------------------------- | ------------------------------------------------------------- |
| Antigüedad                        | 2003                                            | 2004                                                               | 2004                                                                               | 2005                                                                    | 2007                                                          | 2008                                                          |
| Autores/Patrocinadores originales | Capgemini                                       | Navicasoft                                                         | Atos Origin                                                                        | Carnegie Mellon Valle de silicio, SpikeSource, O'Reilly, Intel          | Universidad de Insubria                                       | Proyecto QualiPSo, comisión de UE                             |
| Licencia                          | Licencia no libre, pero distribución autorizada | Modelos de valoración autorizados bajo la Licencia Libre Académica | Metodología y valoraciones autorizadas bajo el GNU Licencia de Documentación Libre | Las valoraciones resulta autorizadas bajo un Creativos Commons licencia | Creative Commons Atribución-Compartir Igualmente 3.0 Licencia | Creative Commons Atribución-Compartir Igualmente 3.0 Licencia |
| Modelo de valoración              | Práctico                                        | Práctico                                                           | Práctico                                                                           | Científico                                                              | Práctico                                                      | Científico                                                    |
| Niveles de detalle                | 2 hachas encima 2 niveles                       | 3 niveles                                                          | 3 niveles o más (cuadrículas funcionales)                                          | 2 niveles                                                               | 3 niveles                                                     | 3 niveles                                                     |
| Predefined Criterios              | Sí                                              | Sí                                                                 | Sí                                                                                 | Sí                                                                      | Sí                                                            | Sí                                                            |
| Criterios/funcionales técnicos    | No                                              | No                                                                 | Sí                                                                                 | Sí                                                                      | Sí                                                            | Sí                                                            |
| Modelo de puntuación              | Flexible                                        | Flexible                                                           | Estricto                                                                           | Flexible                                                                | Flexible                                                      | Flexible                                                      |
| Puntuando escala por criterio     | 1 a 5                                           | 1 a 10                                                             | 0 a 2                                                                              | 1 a 5                                                                   | 1 a 5                                                         | 1 a 4                                                         |
| Proceso iterativo                 | No                                              | No                                                                 | Sí                                                                                 | Sí                                                                      | Sí                                                            | Sí                                                            |
| Ponderación de criterios          | Sí                                              | Sí                                                                 | Sí                                                                                 | Sí                                                                      | Sí                                                            | Sí                                                            |
| Comparación                       | Sí                                              | No                                                                 | Sí                                                                                 | No                                                                      | Sí                                                            | No                                                            |